# Jean-Max Albert
Pour les articles homonymes, voir Albert.
Jean-Max Albert, est un peintre, sculpteur, écrivain et musicien français né le 25 juillet 1942 à Loches.
Il a publié des ouvrages théoriques, des livres d’artiste, un recueil de poème et des romans inspirés par la physique quantique. Jean-Max Albert a poursuivi les théories initiées par Paul Klee et Edgar Varèse portant sur la transposition de structures musicales dans le domaine visuel. Il a réalisé des interventions en milieu public et des sculptures végétales apparentées aux mouvements : Environmental sculpture, Site-specific art et Generative art.

## Biographie

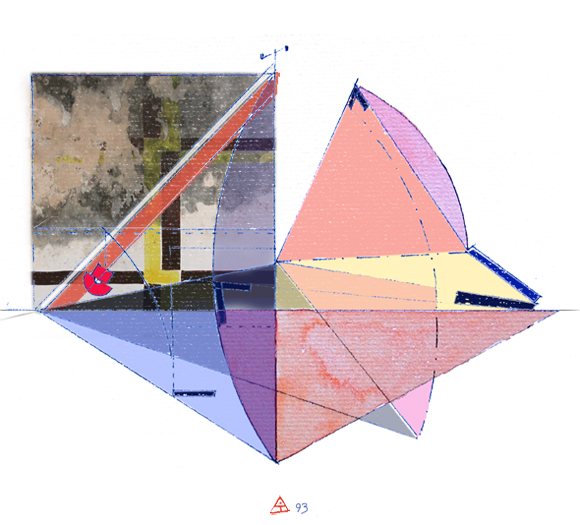
Dessin du chapentier XI, Bolide statique (1993).

Jean-Max Albert est né le 25 juillet 1942 à Loches, Indre et Loire, fils unique de Louis Georges Albert et Edith Albert (née Garand). Son père était officier de marine et ingénieur. Dès son enfance, il pratique la peinture et la musique. À l'occasion des vacances chez grand-mère voisine d'une entreprise de charpenterie, il s'intéresse au travail des ouvriers et particulièrement aux tracés utilisés pour indiquer les angles d'assemblages et les traits de scies selon une technique — l' art du trait de charpenterie — qui, avec Monge au XVIIIe siècle, fonda la géométrie descriptive. Cela inspirera plus tard pour ses constructions en treillage et la série Dessin du charpentier.
Albert étudie à l’École régionale des beaux-arts d'Angers puis à l’École des beaux-arts de Paris, c'est un visiteur assidu du musée du Louvre. Il découvre Claude-Nicolas Ledoux, Louis Kahn, Carlo Scarpa…(1958-1964). Dans le même temps, trompettiste du quintette Henri Texier, Alain Tabarnouval, il participe aux débuts du free jazz en Europe.
En 1975, il initie l'exposition de groupe « Serres ». organisée dans les établissements horticoles François à Magny-en-Vexin. Le sculpteur Mark di Suvero l’invite pour un séjour à New York. Nombreux séjours aux États-Unis, conférences et workshops à University of Kentucky et l'Art Center College of Design, Pasadena, Californie. Il est artiste associé à la création de Miller House (atelier Wylde-Oubrerie) Lexington, USA. Il voyage en Europe, en Afrique du Nord, au Moyen-Orient. De 1978 à 1986, Albert travaille comme graphiste pour des éditions scientifiques. Cette expérience influencera sa relation au sujet.
À partir de 1981, Albert et sa seconde épouse Sara Holt collaboreront sur différentes réalisations en milieu public et expositions,,,. Ils se lient avec des artistes comme Meret Oppenheim, Piotr Kowalski, Joan Mitchell.
Ils participent aux travaux et collaborent aux publications de l’association Ars Technica (liée)à la Cité des Sciences et de l'Industrie qui réunit des artistes et des scientifiques : Jean-Marc Levy-Leblond, Piotr Kowalski, Claude Faure, Piero Gilardi, Jean-Claude Mocik. Albert cofonde avec Jean-Claude Mocik le projet Midi-Pile débuté en 1994,.

## Œuvre
Albert recours à différentes disciplines, médias, style et techniques. Il a de nombreux échanges de vues avec des musiciens tels que György Ligeti, qui envisage une « musique statique », ou Steve Lacy, Barney Wilen, François Tusques au sujet des structures du jazz — celles de Thelonious Monk, en particulier — ou encore relatives aux remarques d'Edgar Varèse qui évoquait souvent la géométrie dans l’espace à propos de ses compositions. À partir de ces entretiens et de son expérience dans le domaine musical, il entreprend de poursuivre une réflexion initiée par Paul Klee et Edgar Varèse pour réaliser des constructions formelles en s'inspirant de structures musicales. Cela se traduira par la création de sculptures architecturales, comme Iapetus correspondant à la structure de Misterioso, une composition de Thelonious Monk ; par la construction en treillage métallique Ligeti (1993, réalisée pour le rectorat de Rouen) qui se réfère aux « surfaces sonores statiques » envisagées par le compositeur ; par le livre et l’exposition Thelonious Monk Architecte (2001) et par la réalisation, avec le pianiste et compositeur François Tusques d'une série de quatre-vingt films de court-métrage : Le tour du blues en 80 mondes.

### Peinture
Image mentale et représentationpublié en 2018, étudie la relation sujet/style.
L'essai s'appuie sur les travaux du Docteur Jean Philippe (1862-1931) l'image mentale, évolution et dissolution, et la sémantique générale d'Alfred Korzybski : « Un langage pour être efficace doit être similaire dans sa structure à la structure de l’événement qu’il entend représenter ».
Albert met de côté et reprend au fil des années les sujets qui l’occupent, son œuvre peint ne se prête pas une approche chronologique divisée en époques successives.

### Treillage

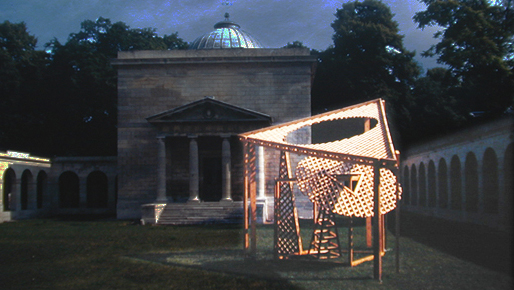
Lumen poème (1985).

C'est un entretien avec l’architecte Louis Kahn portant sur une comparaison de la relation de la peinture sur une toile avec celle de la végétation sur un support en treillage qui conduira Albert à visiter la tradition du treillage de jardin et l’architecture utopique du XVIIIe siècle,, Des architectures végétales sont réalisées qui rejoignent le Land art et l’Architectural sculpture de Gordon Matta-Clark ou de Nils Udo, (ami et voisin de l’exposition Kunstlergarten au Wissenschaftszentrum de Bonn en 1979),Vicenza, hôtel de Sully à Paris en 1975; O=C=O du Parco d’Arte Vivente de Turin en 2007,,,,

### Calmoduline
Sur un autre plan que celui des structures musicales, il conçoit un projet tourné vers le monde végétal —  en termes de processus biologique. Le projet Calmoduline Monument (1991) s’appuie sur la propriété d’une protéine, la Calmoduline, à se lier sélectivement au calcium. Les contraintes physiques extérieures (vent, pluie, etc.) modifient le potentiel électrique des membranes cellulaires de la plante et, de ce fait, le flux de calcium. Or celui-ci contrôle l’expression du gène de la calmoduline : la plante peut ainsi, à partir de ce stimuli, modifier le plan de croissance « type » qu’elle contient. Le principe de base de cette sculpture monumentale est de capter, et de transposer dans la mesure du possible, le système d’information de la plante et de l’afficher à une large échelle. Un diagramme simplifié, formés de diodes, restitue le plan de croissance d’une plante (qui se développe sur la sculpture-treillage elle-même). Les variations qui interviennent in vivo font spectacle. Installé dans un lieu public, le dispositif suggère un niveau fondamental de l’activité biologique.

### Sculptures Bachelard
Au contraire des sculptures monumentales qui sont installées au sein d'un paysage ou d'un ensemble architectural, chacune des Sculptures de visées entend concentrer le paysage ou l’architecture environnante dans la sculpture elle-même. Lorsque l’on regarde par le viseur de la sculpture (une ouverture ou des cercles) un cadrage approximatif de l’espace se propose. En combinant les différentes perspectives, la petite sculpture, généralement en bronze, présente un résumé géométrique de l’espace indiqué. Elle forme, concentré, aggloméré en une sorte de noyau, un modèle géométrique d’un lieu et de son caractère,.

### Anamorphose
Un carré pour un square, Cube fantôme et Reflet anamorphose, sont trois réalisations selon le principe d’anamorphose tel que le décrit Matilde Marcolli : Avec un espace vectoriel inscrit dans un espace à trois dimensions dont les vecteurs ont trois coordonnées v = (x1, x2, x3), et une valeur λ, alors v = (x1, x2, x3) et le vecteur λv = (λx1, λx2, λx3) se situent sur la même ligne droite et représentent les mêmes points dans notre espace projectif.

### La Non Bibliothèque
Projet au long cours, la Non Bibliothèque. de Jean-Max Albert réunit un ensemble de livres imaginaires. Matérialisés dans le bois, chaque livre est orné d’une couverture illustrée et présente, en quatrième de couverture, des notes de lecture ou des critiques fictives. La Non Bibliothèque compte aujourd'hui une centaine de titres.

## Galerie

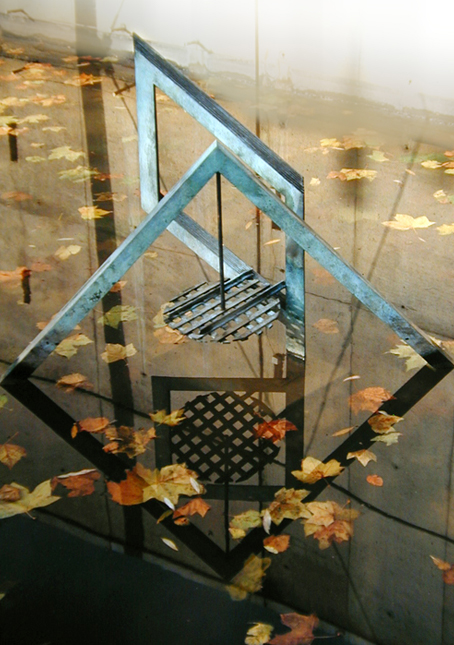
Reflet anamorphose Parc de La Villette, Paris 1986
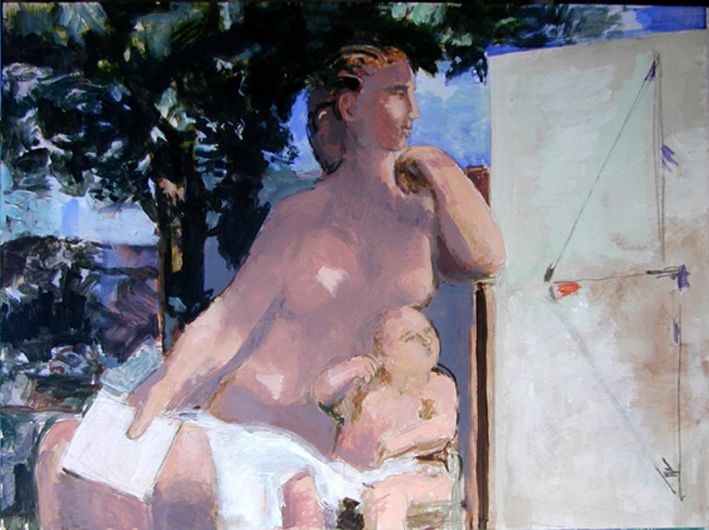
Une après-midi au Louvre «Monk's dream», 2005
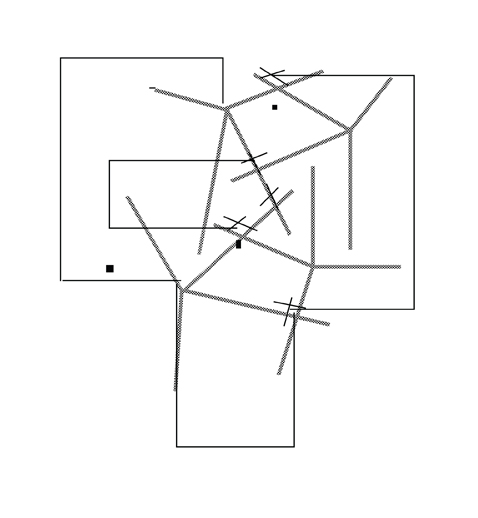
Thelonious Monk Architecte (Eronel), 2001
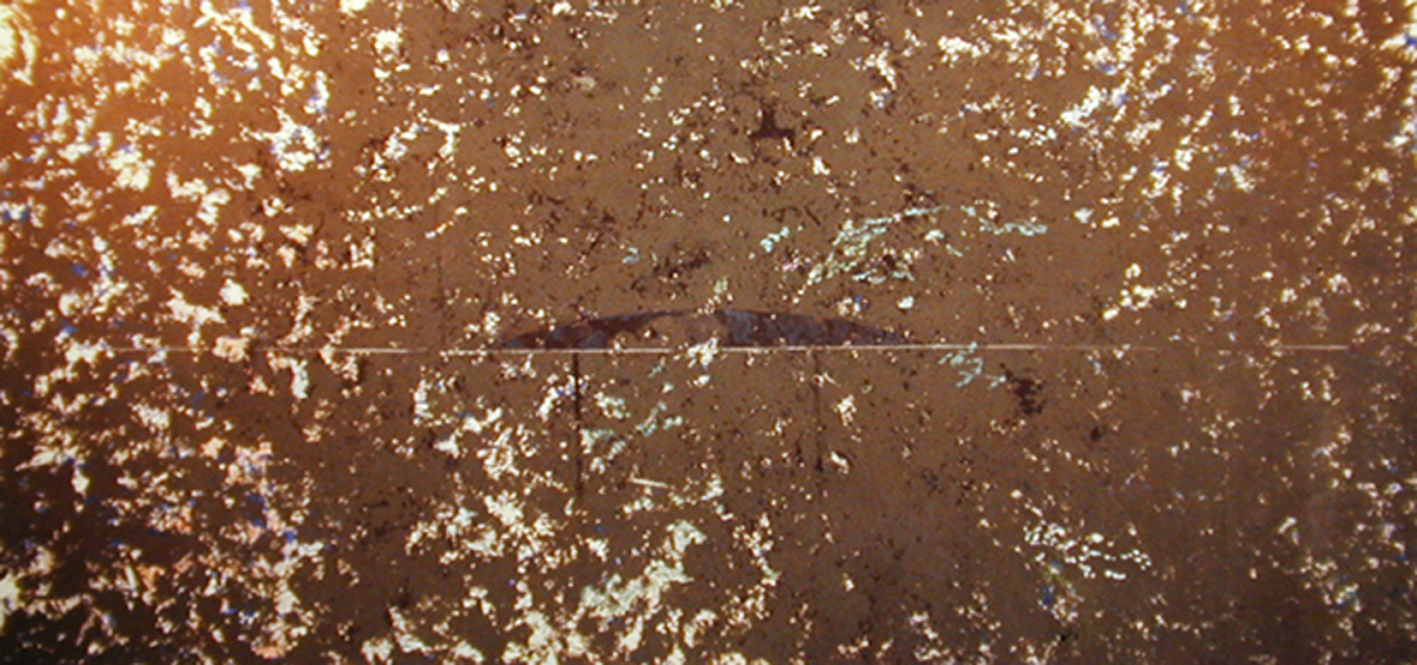
Free Jazz, acrylique sur toile, 233 × 490 cm, 1973
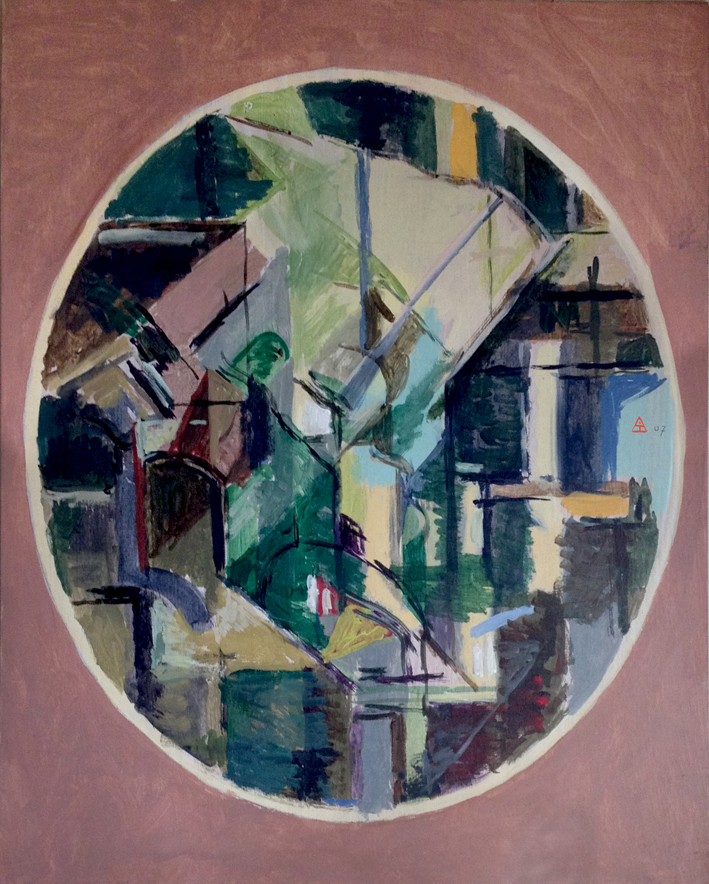
Which year are we in, Sara ?, 1983
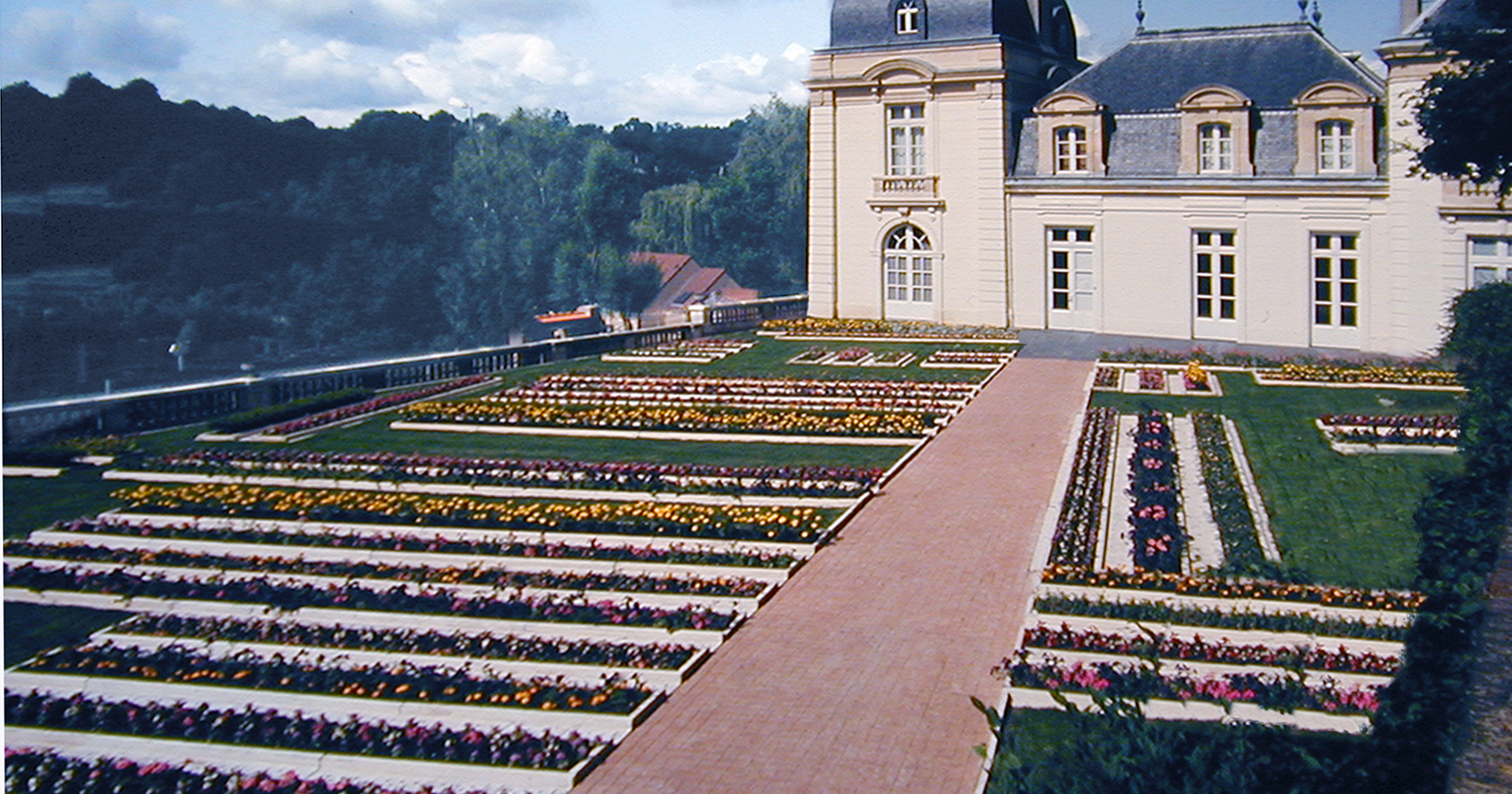
Planches, terrasse du musée de la toile de Jouy,1990
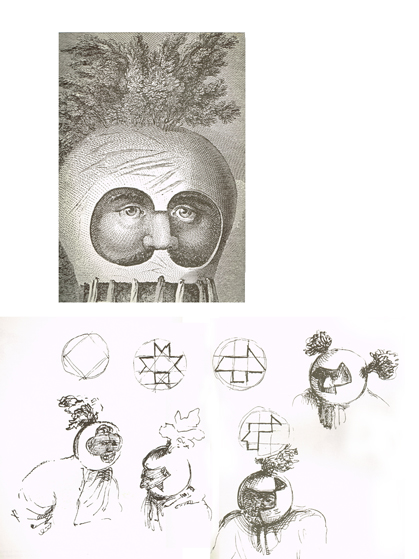
‘’Nouveaux voyages du capitaine Cook”,1984
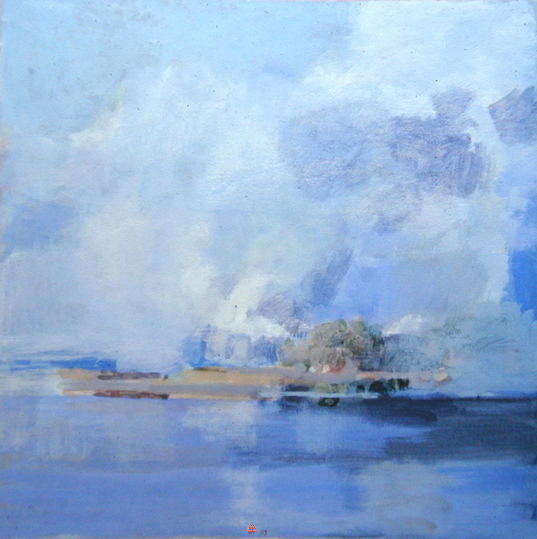
‘’Portrait de la Loire ”,1988, Musée de la Loire, Cosnes-sur-Loire.
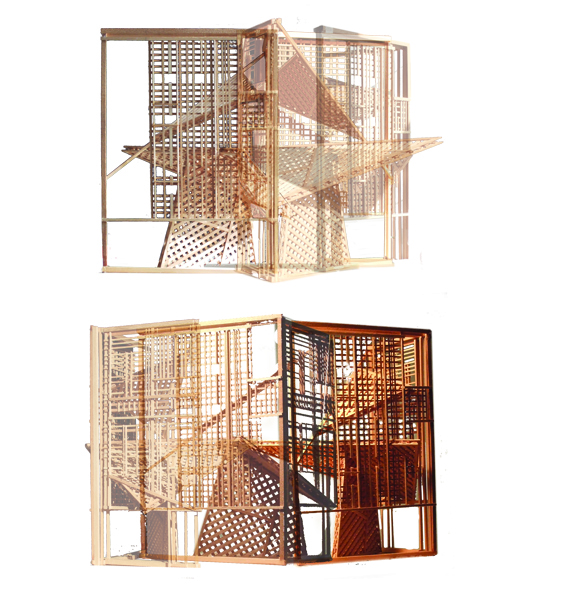
Photon Propagation, maquette 27 × 23 x 21 cm, 2014
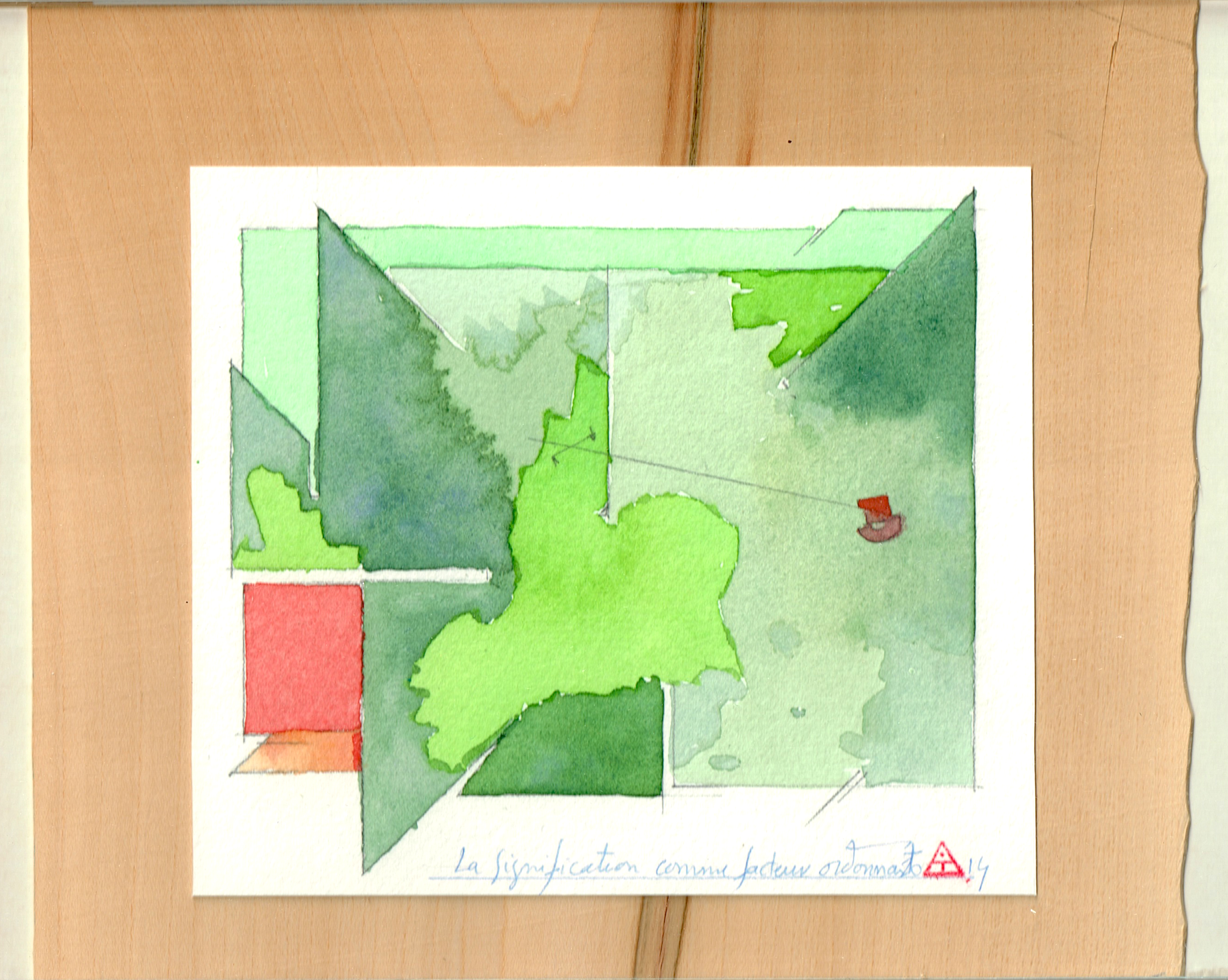
Signification as Factor of Order, Aquarelle 20 × 20 cm, 2014

## Publications

### Essais Poésie Théâtre
- Tuteurs Fabuleux, Paris, Éditions Speed, 1978. FRBNF34609833
- Lithium  Migrants, Paris, Éditions Cheval d’Attaque, 1981.  (ISBN 2-86200-017-5)
- Les nouveaux voyages du capitaine Cook, Angoulême, Éditions  ACAPA, 1984.  (ISBN 2-904353-00-3)
- Thelonious Monk Architect[37], New York, Fleeting white Space, 2001.
- L'espace de profil[38],[39],[40],[41], Les Éditions de La Villette, Paris, 1993.  (ISBN 2-903539-21-9)
- La machine à laver le temps, (théâtre) La comète. Mise en scène de Miguel Borras, Théâtre des Cinquante, juin 1998.
- Nos mains sous la neige, (théâtre) La comète. Mise en scène de Fabrice Scott donnée au théâtre du Trianon, Paris, novembre 1998 ; théâtre Adyar, Paris, juin 1999.
- Le tour du blues en 80 mondes, Paris, Sens & Tonka Éditeurs, 2005  (ISBN 2-84534-118-0)
- Les Querpéens I, Emma Qun'q, Paris, Les Éditions du Quintelaud, 2009[42] (ISBN 978-2-9533484-0-8)
- La caméra sans film[43],[44], Paris, Sens & Tonka Éditeurs, 1994  (ISBN 2-910170-10-1)
- Les Querpéens II, Ray Quernöck, Paris, Les Éditions du Quintelaud, 2012  (ISBN 978-2-9533484-5-3)
- Image mentale et représentation = Mental image and representation, Translation by Helen Arnold, Éditions Mercier & associés, Paris 2018  (ISBN 978-2-9563142-1-9)

### Articles
- « Soulages », Opus, no 57, 1975.
- « De l'architecture transparente », Opus, no 65, 1978.
- « De l'architecture transparente », Lotus international, no 31, 1982[45].
- « Vuthemas », Ars technica, no 4, 1991.
- « Mathesis singularis », Ars technica, no 7, 1992.
- « Une obscurité infiniment lumineuse », Alliages, no 19, 1994.
- « Jean-Bernard Métais et Sir George H. Darwin », in Temps imparti, Paris, Éditions Beaudoin Lebon, 2002.
- « Thelonious Monk architecte », in L'art du jazz, Paris, Éditions Le Félin, 2009[46].
- « Piotr Kowalski, A contemporary’s Insights », in Far-Sited : California International Sculpture Symposium 1965/2015, University Art Museum, California State University, Long Beach, USA, 2018

### Chorégraphies et Vidéos

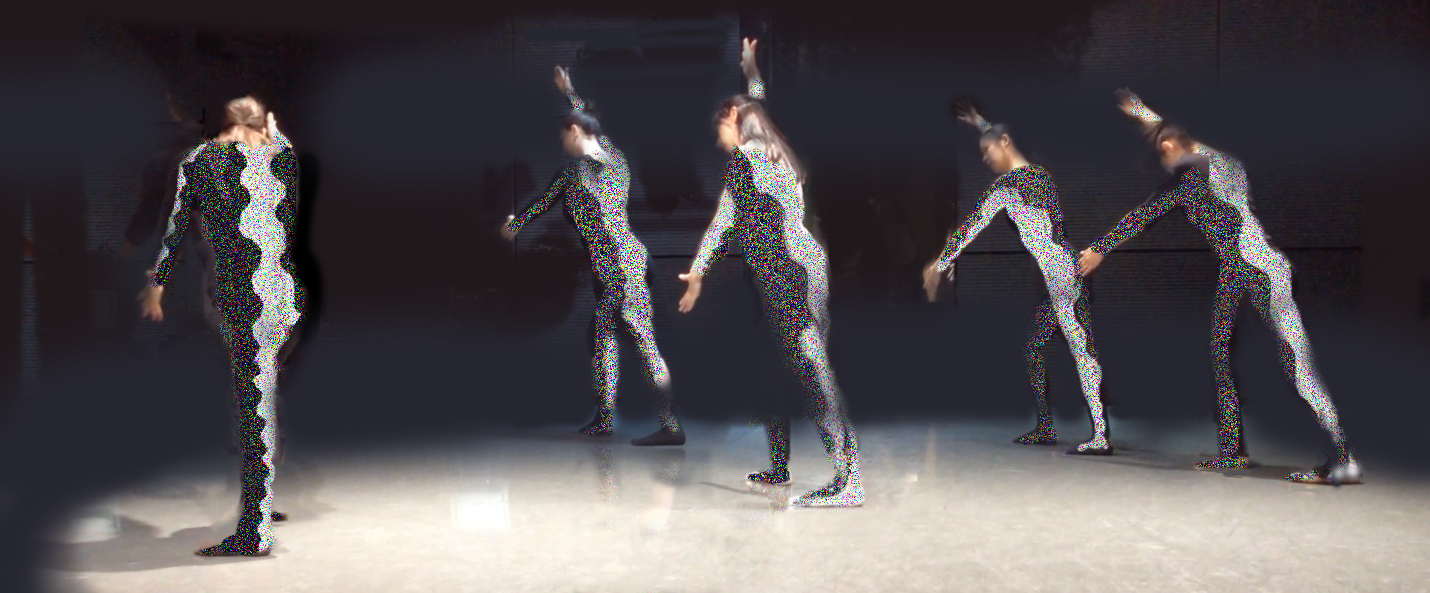
Kaluza, ballet, 2013.

- A treat, Espaces structurés, vidéos d'Hervé Nisic et chorégraphies de Michala Marcus et Jean-Max Albert, musique de Kent Carter[47].
- Morgane Amalia, chorégraphie avec Michala Marcus, 2e symposium d'art contemporain d'Angoulême, 1980[48].
- Le tour du Blues en 80 mondes, quatre vingts films de court-métrage avec le pianiste et compositeur François Tusques[49],[50].
- Kaluza[51], vingt et une pièces pour piano et chorégraphie avec Sarah Berges. Sarah Berges Dance, San Francisco, Dance Mission Theatre, 2013.

## Expositions

### Participations
Vers une nouvelle architecture, Centre Georges Pompidou, Paris, 1978 ; Sculpture Nature, Centre d'Arts Plastiques Contemporain, Bordeaux, France,1978; Künstler-Garten, Wissenschaftszentrum, Bonn, Germany, 1979; A la recherche de l'urbanité, Centre Georges Pompidou, Paris, 1980; Actuele Franse Kunst, International Cultureel Centrum, Antwerpen, Belgium, 1982; Pavillon d'Europe, Galerie de Séoul, Seoul, Korea, 1982; Images et imaginaires d'architecture, Centre Georges Pompidou, Paris, 1984; Inventer 89, Grande halle du Parc de la Villette, Paris, 1987; L'art au défi des technosciences? Pavillon Tusquet, Parc de la Villette, Paris, 1992; L'art renouvelle la ville, Musée National des Monuments Français, Paris, 1992; Ars Technica, ExtraMuseum, Turin, Italy, 1992; Useless Science, MoMa, New York, USA, 2000; Fragmentations a constructed world, Musée d’Art et d’Histoire de Saint-Brieux, 2007; Dalla Land arte alla bioarte, Parco d'Arte Vivante, Turin, Italy, 2007; Tables à Desseins, La tannerie, Bégard France 2013; Du dessin à la sculpture, Musée Manoli, La Richardais, France, 2014.

### Personnelles
AR CO, Lisbonne, Portugal, 1979;
Lithium Migrants, Galerie Françoise Palluel, Paris, 1981 and Galerie Richard Foncke, Gand, Belgium, 1981; Lumen poème, CRDC, Rosny-sur-Seine, 1984; Galerie Charles Sablon, Paris, 1987,,; Galerie Intersection 11/20, Paris, 1991; Fleeting White Space, Antwerpen, Belgium, 1994; Galerie Aïda Kebadian, Paris, 2001, 2002, 2010; Galerie Mercier & Associés, Paris, 2018, 2020, ; L'Alphabet lunaire et La Non Bibliothèque, Sara Holt et Jean-Max Albert, Librairie Métamorphoses, Paris, 2024.

### Œuvres dans l'espace public

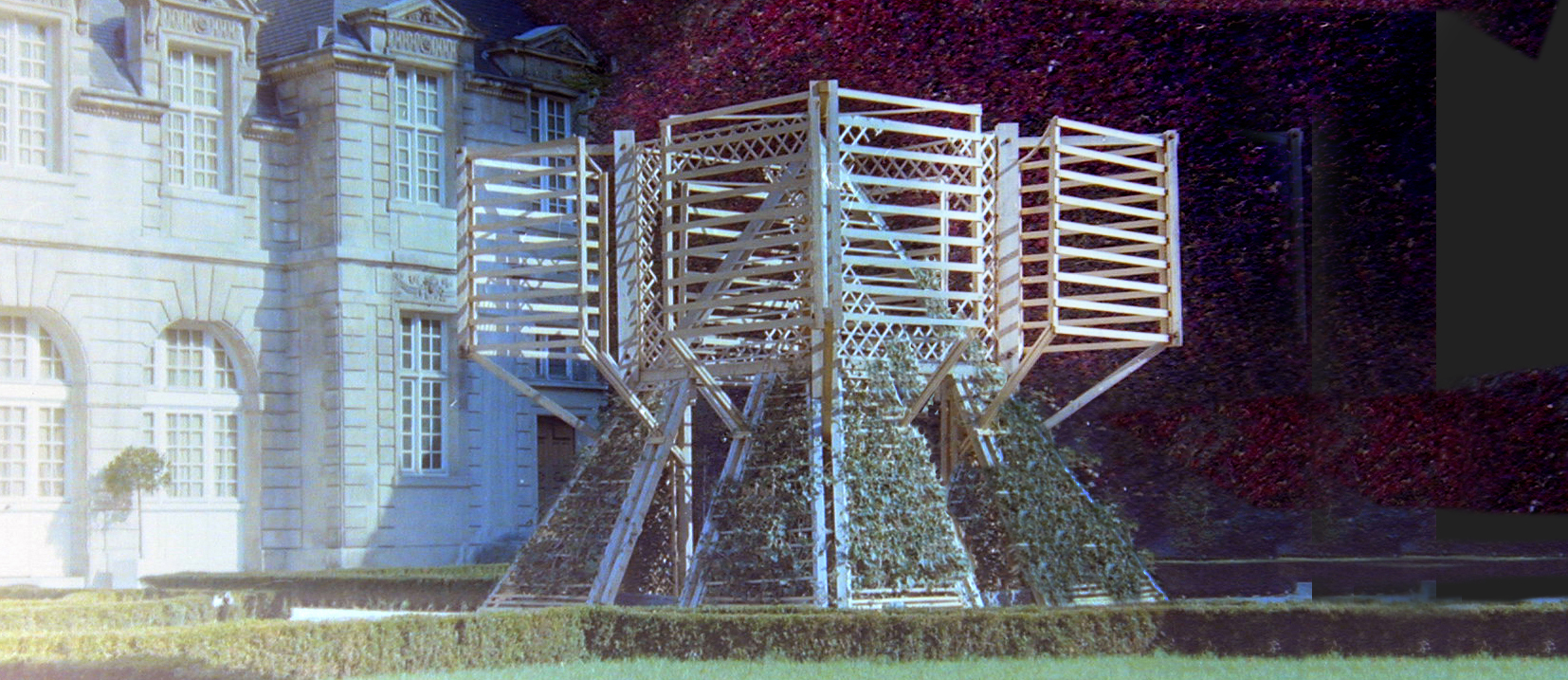
Vicenza
Exhibition Hôtel de Sully, Paris, 1977

Vicenza, hôtel de Sully, Paris, 1977 *  Attique, Künstler-Garten, Wissenschaftszentrum, Bonn, RFA, 1979 *  Iapetus,, Parc de l'école des beaux-arts, Angoulême, 1985, 45°39’15.246’’N0°8’54.834’’E *  Rayon, Centre culturel français, Damas, Syrie, 1986 *  Sculptures de visées,, Parc de La Villette, Paris, 1986, 48°53’33.8’’N2°23’26’’E *  Cube fantôme, ZI de Goussainville, 1986 *  Autumn in Peking, South Pasadena, USA, 1987, 34°6’40’435’’N118°8’33.619’’W*  Vers l'étoile polaire, Parc des Maillettes, Melun-Sénart,1987 *  Un carré pour un square,, Place Fréhel, Paris, 1988 *  Une horloge végétale, square Héloïse-et-Abélard, no 24 rue Dunois, Paris , 1988, 48°49’52.745N2°22’13.12’’E *  Planches, Terrasse du Musée de la toile de Jouy, à Jouy-en-Josas, 1990, 48°46’8.591’’N2°9’5.868’’E *  Ligeti, Rectorat de Rouen, 1994, 49°26’35’’N1°5’4.6’’E *  Auriga, Rond-point Montaigne, Angers, 1995, 47°27’59’’N 0°31’30’’W *  Tombeau de Bartillat, Etrépilly, 1997, 49°2’18’’N 2°55’53.2’’E

### Collections publiques
Paris, Centre Pompidou : Éléments pour Brancusi, 1980 * Frac Bretagne, 1982 * Fonds national d'art contemporain : Acronesia Mutikos, 1982 * Angers, Artothèque : Passé composé, 1984 * Frac Poitou-Charentes : Iapetus, 1984 * Fonds national d'art contemporain : deux Sculptures de visées, 1989 * Évry, musée Paul-Delouvrier : Que voit-on quand on ne regarde pas ?, 1989 * Musée de la Loire, Cosne-Cours-sur-Loire: Portrait de la Loire , 1988.